# Pontpierre (Frankrijk)
Pontpierre (Duits: Steinbiedersdorf) is een gemeente in het Franse departement Moselle (regio Grand Est) en telt 793 inwoners (2004). De plaats maakt deel uit van het arrondissement Forbach-Boulay-Moselle.

## Geografie
De oppervlakte van Pontpierre bedraagt 8,5 km², de bevolkingsdichtheid is 93,3 inwoners per km².
De onderstaande kaart toont de ligging van Pontpierre (Frankrijk) met de belangrijkste infrastructuur en aangrenzende gemeenten.

## Demografie
Onderstaande figuur toont het verloop van het inwonertal (bron: INSEE-tellingen).